# Kronan (fontän)

Kronan är ett fontän inom Drottningholms slotts barockpark på Lovön, Stockholms län. Fontänen formar med sina 26 sprutmunstycken en "kunglig krona"; den anlades 1703 men började fungera först 1961.
Från 1684 började änkedrottning Hedvig Eleonora placera ut skulpturer av Adriaen de Vries i slottets barockpark. Tanken var först att uppföra en Neptunusfontän utmed barockträdgårdens längdaxel i den del som kallas boskékvarteren, väster om de av Nicodemus Tessin d.y. komponerade Kaskaderna. 
En åttkantig bassäng började anläggas 1695 och blev klar 1703. Ett uppdrag lämnades 1706 till Kaspar Schröder att rita en fontän med Neptunus med treudd som huvudskulptur. Schröder lämnade ett förslag med Neptunus stående på en jonisk kolonn, omgiven av sirener och delfiner. Planerna ändrades och i bassängen placerades i stället fontänen Kronan. Neptunus med treudd, tillsammans med de ursprungliga småskulpturerna av en flodgud, sattes istället upp på sjöparterren utanför slottets östra långsida mot Mälaren. 
För att försörja Kronan och Kaskaderna med vatten anlitades den franske fontänören Louis de Cussy. Han tänkte leda vattnet för Kaskadernas vattenfall och parkens fontäner inklusive Kronan med hjälp av urborrade trädstammar, sammanfogade med järnbeslag. Vattnet kom från några dammar som hade grävts för ändamålet på Lovön norr om parken. Men dammarnas vatten lät bara några av fontänerna sprudla och Kronan samt Kaskaderna fungerade inte som tänkt.
Först den 16 juni 1961 fick man fart på Kronans vatten som med hjälp av en modern pumpanläggning och tidsenliga rörinstallationer matades med vatten. Samtidigt invigdes även de rekonstruerade Kaskaderna och barockparkens vattenspel fungerade för första gången så som det var tänkt 300 år tidigare.

## Bilder

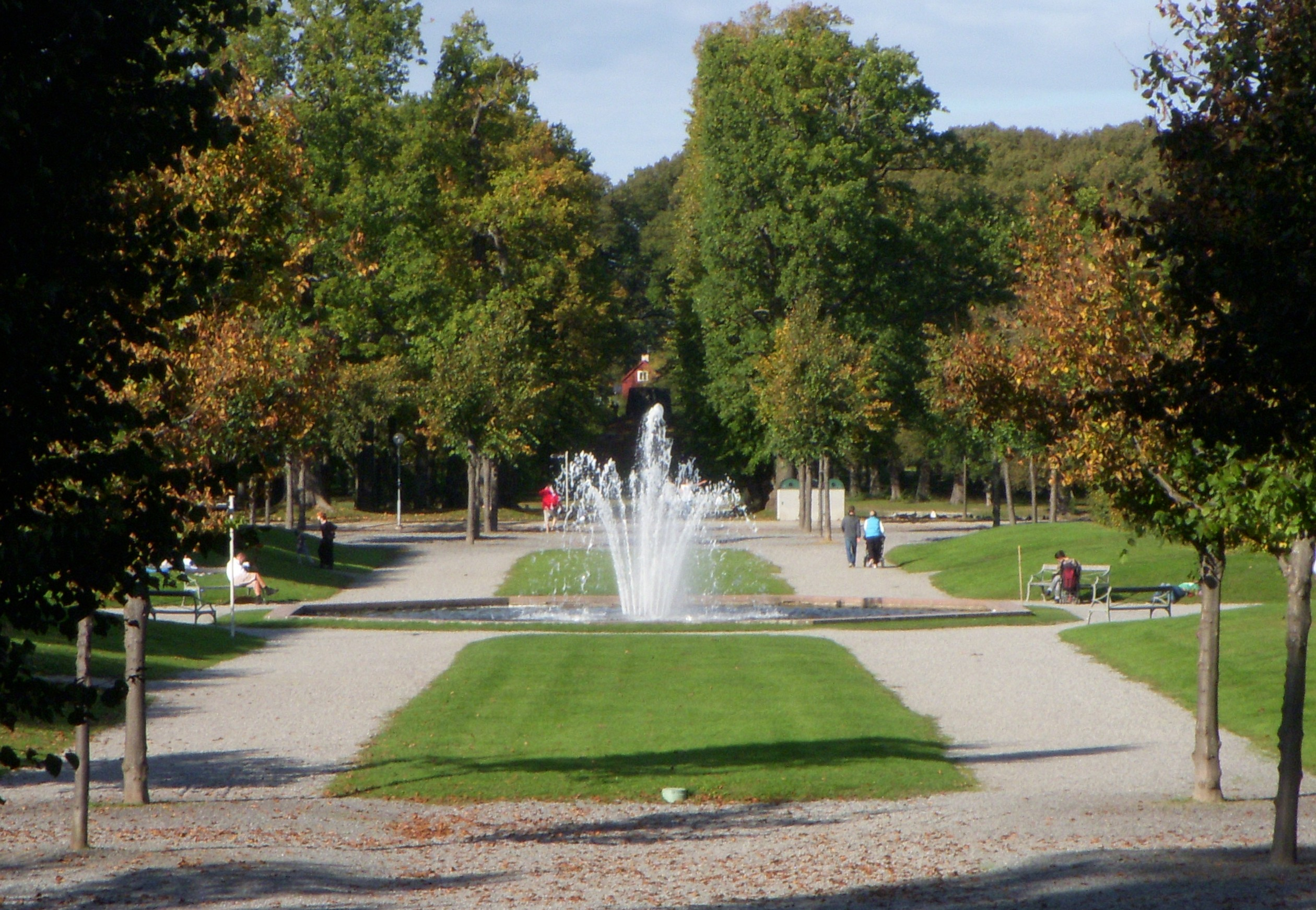
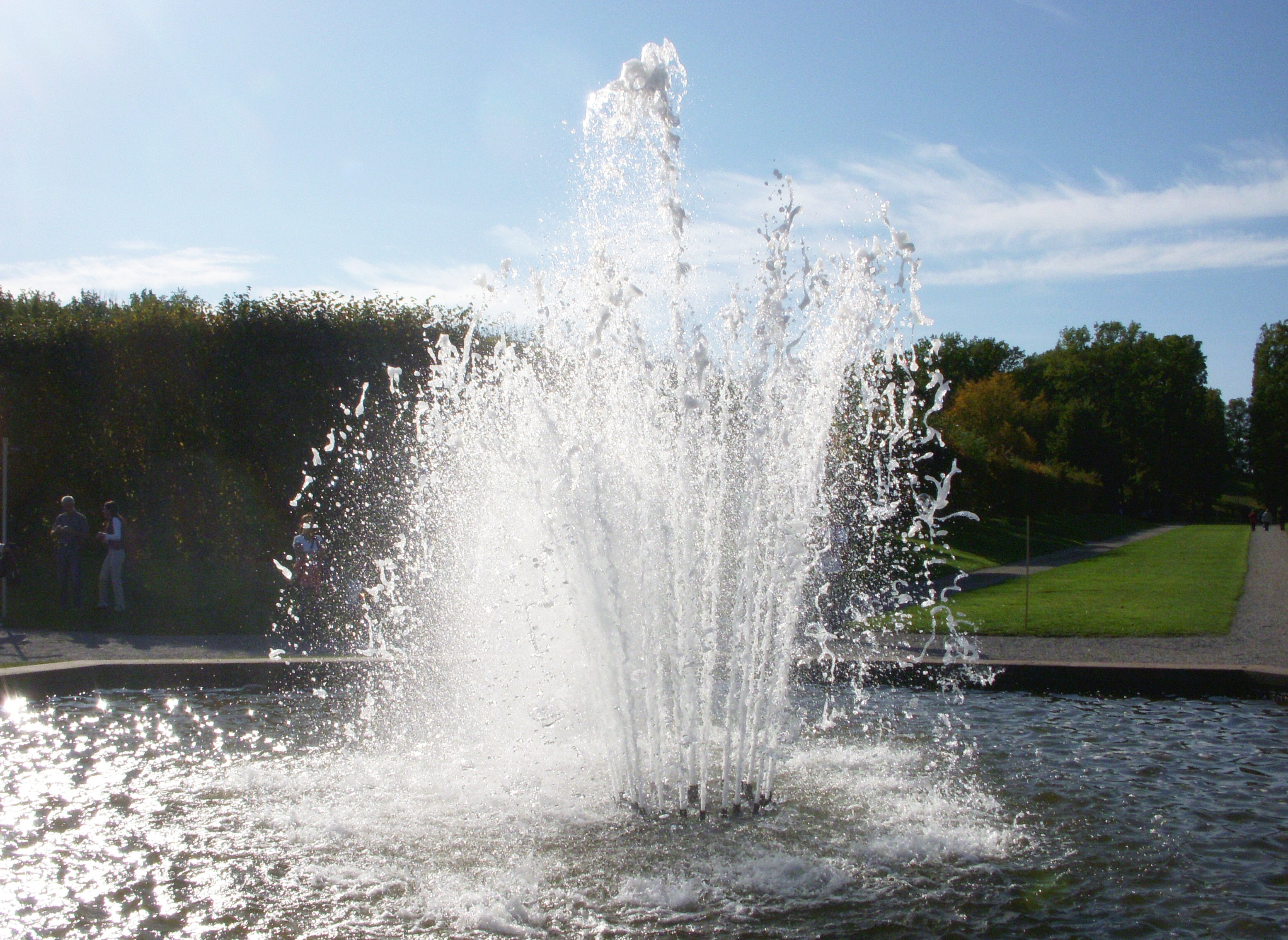
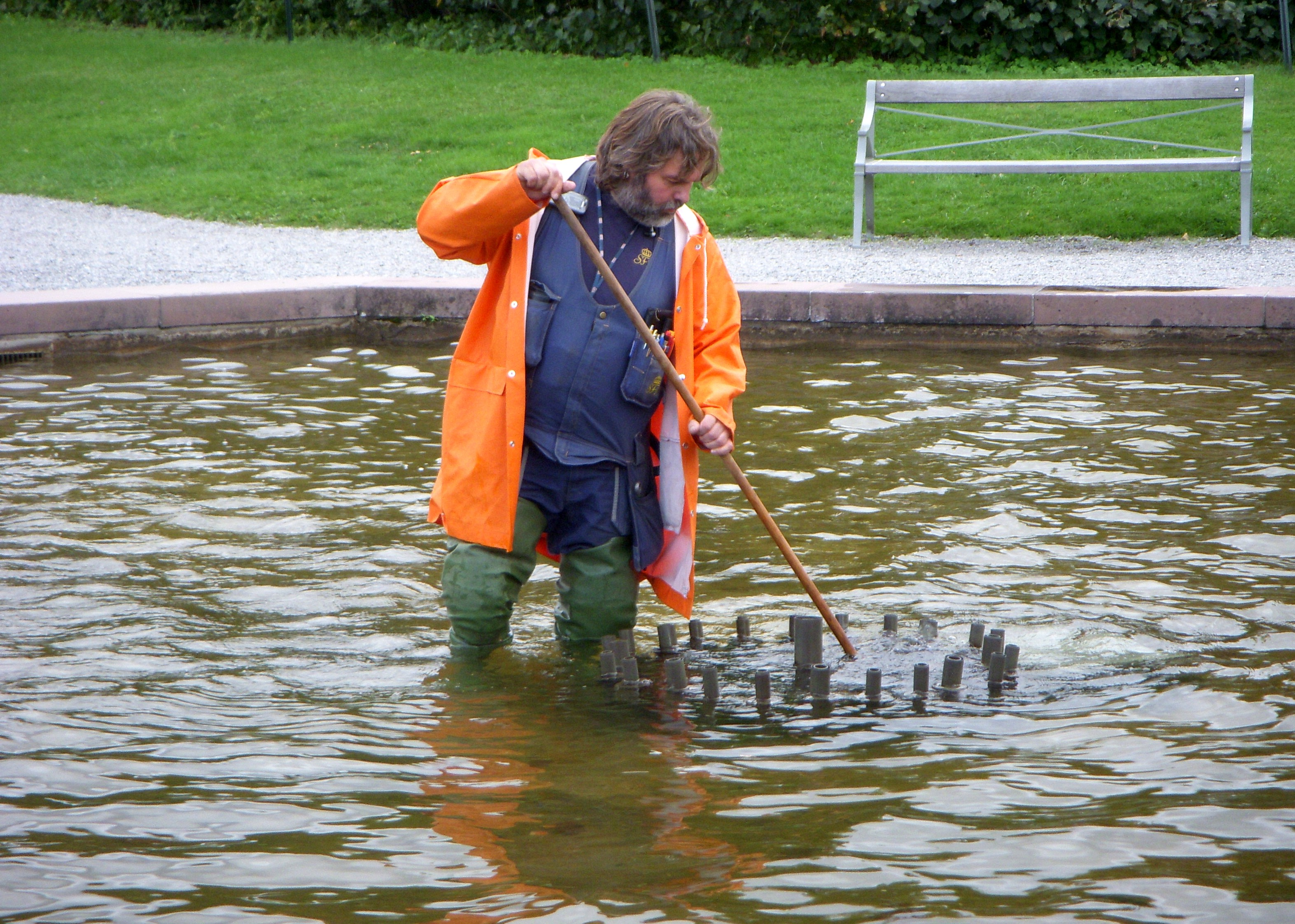